# 에반겔로스 베니젤로스

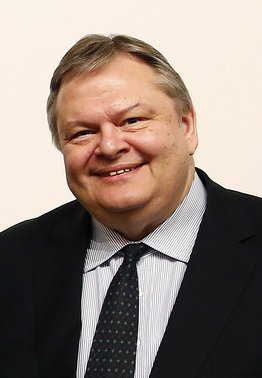
에반겔로스 베니젤로스

에반겔로스 베니젤로스(그리스어: Ευάγγελος Βενιζέλος, 1957년 1월 1일 ~ )는 그리스의 정치인이자 파속의 전 당수이다. 2013년부터 2015년까지 안토니스 사마라스 총리의 신민주주의당 내각에서 부총리를 지냈다.